# 胡大勛
胡大勛（?—?），會試榜名大華，湖北江夏人，清朝官员。

## 生平
胡大勛是光绪二十九年（1903年）癸卯科进士。同年闰五月，改翰林院庶吉士；后授翰林院编修，曾任宪政编查馆编制局副科员。